# Botanophila monticola
Botanophila monticola este o specie de muște din genul Botanophila, familia Anthomyiidae. A fost descrisă pentru prima dată de Karl în anul 1932. Conform Catalogue of Life specia Botanophila monticola nu are subspecii cunoscute.